# Køreteknisk anlæg
Et køreteknisk anlæg er et sted, hvor man som en del af den obligatoriske køreuddannelse har lektioner i køreteknik. I starten af den obligatoriske køreuddannelse til bil og motorcykel har man også lektioner på et køreteknisk anlæg på det, der kaldes lukket øvelsesplads, også kendt som manøvrebane.
| Trafik | Spire Denne trafikartikel er en spire som bør udbygges. Du er velkommen til at hjælpe Wikipedia ved at udvide den. |